# こんにちわ (アルバム)
『こんにちわ』は、2001年3月28日に吉田拓郎がリリースしたオリジナル・アルバムである。発売元はインペリアルレコード（テイチクエンタテインメント）。

## 解説
インペリアルレコードに移籍後初のオリジナル・アルバム。
ジャケットとライナーノーツの写真はTHE ALFEEの坂崎幸之助が撮影した。

## 収録曲
- 全作詞・作曲・編曲：吉田拓郎（特記以外）

1. いくつになっても happy birthday
コーラスアレンジ:武部聡志
  - テレビ朝日系『T×2 SHOW』エンディングテーマ[2]
2. 朝陽がサン
作詞:吉田拓郎・福岡英典
「いくつになっても happy birthday」のカップリング曲。
3. KAHALA 　
編曲:鳥山雄司
  - アルバム『マラソン』に収録された曲のリメイク。
4. 消えていくもの
5. a day
6. いつでも夢を
作詞:佐伯孝夫 作曲:吉田正
  - 1962年に橋幸夫と吉永小百合のデュエットで発売された楽曲のカバー。
7. Os san (Album Version)
編曲:鳥山雄司
「トワイライト」のカップリング曲。
8. 僕達はそうやって生きてきた
9. 君のスピードで
編曲:吉田建
  - 1995年に発売されたシングル曲のセルフカバー。
10. ありがとう
11. 夜が来た
12. トワイライト (Album Version)
編曲:吉田建
  - テレビ朝日系『トゥナイト2』エンディングテーマ

## 参加ミュージシャン
| いくつになっても happy birthday - Gt.：長田進 - A. Gt.：吉田拓郎 - Bass：湯川とーべん - A.Pf.：武部聡志 - Key.：竹田元 - Op.：深澤秀行 - Cho.：高尾直樹、真城めぐみ、大滝裕子、若子内悦郎 朝陽がサン - A. Gt. & Gt.：鈴木茂 - A. Gt.：吉田拓郎 - Bass：美久月千晴 - Dr.：村石雅行 - Key.：エルトン永田 - Op.：石川鉄男 KAHALA - A. Gt. & Gt.：鳥山雄司 - S. Sax：山本拓夫 - Cho.：木戸やすひろ、比山貴咏史、広谷順子 消えていくもの - A. Gt. & Gt.：鈴木茂 - Bass：美久月千晴 - Key.：エルトン永田 - Dr.：村石雅行 - Op.：石川鉄男 a day - A. Gt., Gt. & Bass：小倉博和 - A. Gt.：吉田拓郎 - Dr.：村石雅行 - Op.：石川鉄男 いつでも夢を - Gt. & A. Gt.：古川昌義 - A. Gt：鳥山雄司 - Cho.：高尾直樹、大滝裕子、羽田智子、若子内悦郎 - Op.：山中雅文 | Os san (Album Version) - A. Gt：鳥山雄司 - Bass：美久月千晴 - Op.：海津賢 僕達はそうやって生きてきた - Gt.：小倉博和、鈴木茂 - A. Gt.：吉田拓郎 - Bass：美久月千晴 - Key.：武部聡志 - Dr.：村石雅行 - Op.：石川鉄男 君のスピードで - Gt.：小倉博和、土方隆行 - Bass：吉田建 - T. Sax：山本拓夫 - Cho.：岩田雅之 - Op.：笹山喜則 ありがとう - Gt. & A. Gt.：小倉博和 - A. Gt.：吉田拓郎 - Key.：エルトン永田 - Op.：石川鉄男 夜が来た - Gt.：小倉博和、高見沢俊彦 - Key.：KYON - Op.：山中雅文 トワイライト (Album Version) - Gt. & Bass：吉田建 - Gt.：小倉博和 - Key.：柴田俊文 - S. Sax：土岐英史 - Cho.：岩田雅之 - Op.：大竹徹夫 |

### 参加ミュージシャンに関する脚注
1. 1 2 3  the Courtesy of Sony Music Entertainment Inc.
2. 1 2 3 4 5 6  the Courtesy of UNIVERSAL MUSIC COMPANY
3. ↑  the Courtesy of PROVE RECORDS
4. ↑  the Courtesy of TOSHIBA-EMI